# گوفلدن
گوفلدن (به آلمانی: Gäufelden) یک شهر در آلمان است که در Böblingen واقع شده‌است. گوفلدن ۹٬۲۸۷ نفر جمعیت دارد.